# Zaklada i Carstvo
Zaklada i Carstvo (naslov originala: Foundation and Empire, ponegdje preveden kao: Fondacija i Carstvo) je druga knjiga znanstvenofantastične Trilogije o Zakladi Isaaca Asimova, objavljena 1952. Sastavljena je iz dva dijela, koji su kao novele prvotno bili objavljeni zasebno. Trilogija je kasnije proširena u serijal o Zakladi, pa je tako roman Zaklada i Carstvo četvrti roman serijala od sedam svezaka.

## Fabula

### General
Prvi od dva dijela knjige, naslovljen General (The General), govori o tome kako Galaktičko carstvo, sada već dobrano posrnulo, napada Zakladu pod vodstvom svoga generala Bela Riosea, navodno iznimno sposobnog zapovjednika. Carstvo, iako je sada samo sjenka svoje negdašnje moći, još uvijek ima daleko više resursa i osoblja nego Zaklada. Riose od cara traži dodatne snage kako bi bio siguran da će svladati Zakladu. Također odbija mito ponuđeno od strane Zaklade. Devers, građanin Zaklade presreće poruku u kojoj su sažete generalove namjere te bježi na Trantor, pokušavajući dobiti audijenciju kod cara s ciljem da mu pokaže sadržaj poruke. Ne uspijeva u tome i umalo pogiba, a car na kraju ipak doznaje generalove namjere. Na kraju, car zaključuje da je Riose preopasan, pa mu namjesti suđenje na kojem Riose biva osuđen na smrt.
Obrana psihohistoričara računala je na sljedeće mogućnosti: Ako je car slab, jak general će težiti da preuzme vlast u Carstvu i neće se baviti osvajanjem udaljenih rubova galaksije. Slab general, naravno, ne predstavlja nikakvu prijetnju Zakladi, čak i kad je car jak. Sam car, i kada je jak i moćan, u Carstvu koje slabi i propada, ne može sebi priuštiti rizik napuštanja glavnog planeta da ratuje na rubovima Carstva, jer bi ga ubrzo svrgnula konkurencija na dvoru glavnog planeta. Prema tome, car ne može sam biti vojskovođa, jer bi netko preuzeo vlast dok se on bavi osvajanjem Zaklade. Jedini slučaj u kojem Zaklada može doći u opasnost bi bio onaj kada postoji istovremeno i jak car i jak general; general ne bi mogao zbaciti cara, pa bi tako njegove ambicije bile usmjerene prema vani. Međutim, jak car u pravilu ne dopušta da itko drugi postane previše jak i moćan; jak car bi odstranio sposobna, jaka generala prije nego ovaj lansira bilo kakav napad. Kako jak car naposljetku počne strepiti od uspjeha jakog generala, a jer je sposoban car, on se rješava generala kao što je Riose, kao što se i događa u priči. U svakom slučaju, Zaklada je sigurna.
Likovi cara Cleona II i Bela Riosea iz ove priče bazirani su na povijesnim likovima rimskoga cara Justinijana I i njegova generala Belizara, o kojima je Asimov netom prije pisanja knjige čitao u romanu Roberta Gravesa Grof Belizar (Count Belisarius, 1938).
Priča "General" je prvi put objavljena u travnju 1945. u časopisu Astounding Science Fiction, pod naslovom "Dead Hand" ("Mrtva ruka").

### Mazga
Radnja drugog dijela knjige, naslovljenog Mazga (The Mule), odigrava se otprilike sto godina nakon događaja iz prvog dijela. Carstva više nema ni na papiru ni u stvarnosti, Trantor je opljačkala i razrušila "barbarska flota" i preostala je samo državica od 20 poljoprivrednih planeta (zasjenjenih većinom barbarskih kraljevstava). Nakon smrti posljednjeg jakog galaktičkog cara, Cleona II, Carstvo je ušlo u još bržu fazu propadanja i građanskih ratova, ne ugledavši nikad više preporod kakav je doživjelo pod Cleonom II. Zaklada je postala vodeća sila u galaksiji, koristeći se trgovinom kao sredstvom kontrole nad svojim teritorijem. Nažalost, vodstvo Zaklade je oslabjelo: Gradonačelnik Terminusa je nesposobni nasljednik čovjeka koji je čvrstom rukom preuzeo vlast i zaveo nasljednu vladavinu.
Kao odgovor na nutarnju korupciju Zaklade, oko 30 rubnih planeta Zaklade koji su se samostalno obogatili trgovinom počnu planirati građanski rat. Nezavisni trgovci, kako se nazivaju, počnu se opremati za borbu za odcjepljenje od Zaklade.
Pored nutarnje korupcije, javlja se i izvanjska prijetnja u obliku tajanstvena čovjeka koji je poznat samo pod nadimkom Mazga. Mazga (čije pravo ime nikad ne saznajemo) je mutant i ima sposobnost osjećanja i manipulacije tuđih emocija. Ovu sposobnost koristi da preuzme vlast nad nezavisnim planetima koji graniče sa Zakladom, a zatim ih navodi da zarate protiv Zaklade.
I dok njegovi vazali provode ratni plan, Mazga u društvu građana Zaklade, Torana i Bayte Darell, pod krinkom klauna prognanika imenom "Magnifico Giganticus" putuje na nekoliko planeta Zaklade. Koristi svoje sposobnosti da potkopa ratne napore Zaklade šireći očaj i uništavajući moral. Na kraju Zaklada pada skoro bez ikakva otpora. Dok je Mazga napredovala, vođe Zaklade su samouvjereno pretpostavljali da je Seldon predvidio njegov napad, pa čak, unatoč činjenicama koje su ukazivale na neizbježnu Mazginu pobjedu, i to da će im se u redovnoj hologramskoj kriznoj poruci Harija Seldona objasniti kako da pobijede (kao što se nekoć činilo da je nemoguće pobijediti Bela Riosea, a ipak su ga "pobijedila" Seldonova predviđanja). Međutim, nakon što odslušaju Seldonovu kriznu poruku šokirani su jer ispada da je Seldon predvidio krizu građanskog rata između Zaklade i Nezavisnih trgovaca, te ama baš nigdje ne spominje Mazgu. Nekoliko prisutnih predstavnika Nezavisnih trgovaca tada objasne kako oni zaista jesu namjeravali pokrenuti građanski rat za odcjepljenje, ali su stali kada je Mazga počela svoju invaziju: Seldon nije predvidio Mazgu. Kada se Mazgini brodovi uskoro zatim pojave nad Terminusom, Zaklada se nakon slaba otpora predaje. Trgovački svjetovi pak vode rat iscrpljivanjem – rat koji polagano gube.
Još uvijek pod krinkom klauna, Mazga skupa s Darellovim i psihologom Eblingom Misom putuje u posjetu Velikoj knjižnici na Trantoru. Darellovi i Mis žele stupiti u kontakt s Drugom Zakladom, za koju vjeruju da je sposobna pobijediti Mazgu. Mazga, s druge strane, želi doznati lokaciju Druge Zaklade kako bi ju mogao uništiti.
Tijekom boravka u Velikoj knjižnici Mazga potajno stimulira um Eblinga Misa, povećavajući tako njegovu moć rasuđivanja. Nažalost za Misa, Mazgino manipuliranje rapidno narušava njegovo zdravlje. Na samrti Mis Toranu, Bayti i Mazgi govori kako zna gdje se nalazi Druga Zaklada. No, trenutak prije nego što to otkrije Bayta ga ubije. (Bayta je netom prije toga shvatila da je odmetnički klaun zapravo Mazga, te je ubila Misa kako on ne bi otkrio lokaciju Druge Zaklade Mazgi.) Poražen, Mazga ostavlja Darellove na Trantoru da vlada Zakladom i ostalim dijelovima svoga novog carstva. Bayta Mazgi pojašnjava kako je Prva Zaklada stvorena da vlada fizikalnim znanostima, a Druga se koncentrirala na psihologiju i mentaliku; na neki način, Seldon jest predvidio Mazgu, ili je barem predvidio da će se dogoditi nešto neočekivano poput Mazge, pa je stvorio Drugu Zakladu kao izravnu mjeru protiv hipotetskog pojedinca s mentalnim ili telepatskim sposobnostima kakve je imao Mazga.

## Likovi
- Bel Riose, posljednji jaki general, koji je pokušao osvojiti Zakladu
- Ducem Barr, siwennijanski patricij i Rioseov talac
- Lathan Devers, trgovac poslan da uhodi Riosea
- Car Cleon II, zadnji jaki car prije nego što je Trantor opljačkan i uništen
- Brodrig, savjetnik Cleona II
- Mazga, mutant koji osvaja Zakladu i pokuša uspostaviti novo carstvo
- Toran i Bayta Darell, Mazgini pratioci
- Han Pritcher, kapetan, obavještajni agent Zaklade i prvi koji je prepoznao Mazginu moć
- Indbur III, gradonačelnik Zaklade u vrijeme Mazginog osvajačkog pohoda
- Ebling Mis, psiholog koji je otkrio lokaciju Druge Zaklade

## Nastavci
- Roman je usko povezan s romanom Druga Zaklada, koji sadrži preostalu priču o Mazgi.
- U romanu Na rubu Zaklade saznajemo da je Mazga bio odmetnički član planeta/društva Gaia.
- Smrt onoga što je na Trantoru preostalo od negdašnjeg Carstva ispripovjeđena je u priči "Trantor Falls" ("Pad Trantora"), od autora Harryja Turtledovea, u zbirci Prijatelji Zaklade (Foundation's Friends).